# Estación del Barquero
La estación del Barquero (en gallego, O Barqueiro) es un apeadero ferroviario situado en el municipio español de Mañón en la provincia de La Coruña, comunidad autónoma de Galicia. Forma parte de la red de vía estrecha operada por Renfe Operadora a través su división comercial Renfe Cercanías AM. Cuenta con servicios regionales de la línea R-1f entre Ferrol y Oviedo, así como servicios parciales entre Ferrol y Ribadeo denominados como R1a. Es la estación ferroviaria más septentrional de la red ferroviaria española.

## Situación ferroviaria
Se encuentra en el punto kilométrico 69,10 de la línea férrea de ancho métrico que une Ferrol con Gijón a 27 metros de altitud, entre las estaciones de Loiba y de O Vicedo. El tramo es de vía única y está sin electrificar.

## Historia
Las instalaciones ferroviarias fueron abiertas al tráfico el 24 de junio de 1966 con la apertura del tramo Ortigueira-Vivero. El Estado fue el encargado de realizar unas obras que pretendían unir Ferrol con Gijón siguiendo la costa cantábrica, algo que no sucedió hasta el 6 de septiembre de 1972. Culminaba de esa forma un proyecto casi interminable que se había iniciado en 1886. 
La gestión de la estación y la explotación del servicio recayeron en manos de FEVE hasta que en 2013 la explotación fue atribuida a Renfe Operadora y las instalaciones a Adif. 

## Servicios ferroviarios

### Regionales
Los trenes regionales que unen Ferrol y Asturias tienen parada en la estación. El trayecto es directo si se pretende viajar a Oviedo pero si el destino final es Gijón es necesario un transbordo en Pravia. 
| Línea | Origen/Destino | Paradas intermedias | Destino/Origen |
| ----- | -------------- | --- | -------------- |
|       | Ferrol         | San Xoán · Virxe do Mar · Santa Cecilia · Alto del Castaño · Piñeiros · Ponto · Jubia · Ferrerías · Sedes · Pedroso · San Saturnino · Lamas · Apalla · Moeche · Labacengos · Entrambasrías · Cerdido · Cuqueira · Santa María de Mera · Ponte de Mera · San Claudio · Senra · Ortigueira · Espasante · Loiba · Barquero · Vicedo · Mosende · Folgueiro · Covas · Vivero · Vivero-Apeadero · Juances · Jove-Pueblo · Jove · Lago · Bidueiros · San Ciprián · Madeiro · Burela · Cangas de Foz · Nois · Fazouro · Marzán · Foz · Barreiros · Reinante · Esteiro · Os Castros · Rinlo · Ribadeo · Vegadeo-Pueblo · Vilavedelle · Castropol · Las Campas · Tol · Tapia de Casariego · La Caridad · Cartavio · Loza · Medal · Navia · Piñera-Villaoril · Villapedre · Otur · Luarca · Barcia · Canero · San Cristóbal · Cadavedo · Tablizo · Ballota · Santa Marina · Novellana · Valdredo · Soto de Luiña · San Cosme · San Martín de Luiña · La Magdalena · Villademar · Cudillero · El Pito-Piñera · Muros de Nalón · Los Cabos · Santianes · Pravia · Beifar · San Román · Aces · Sandiche · Grado · Peñaflor de Grado · Vega de Anzo · Santa María de Grado · Trubia · Soto Udrión · San Pedro · San Claudio · Las Mazas · Las Campas · Argañosa · Vallobín | Oviedo         |